# Празиквантел
Празиквантел — противогельминтное лекарственное средство. Празиквантел применяют при трематодозах и цестодозах — заболеваниях, вызываемых соответственно дигенетическими сосальщиками и взрослыми ленточными червями; также показана эффективность препарата при цистицеркозах — заражении личинками ленточных червей. Входит в перечень жизненно необходимых и важнейших лекарственных препаратов.

## Фармакологическое действие
Празиквантел быстро повышает проницаемость мембран клеток гельминтов для Ca2+, что в свою очередь ведёт к генерализованному сокращению мускулатуры, переходящему в стойкий паралич и ведущему к гибели. Кроме того, препарат вызывает вакуолизацию и последующее повреждение эпителия червей, что делает паразита уязвимым перед иммунной системой хозяина и его пищеварительными ферментами.

## Побочные действия
Со стороны пищеварительной системы: > 10% - боли в животе, тошнота, рвота; >1% и <10% - отсутствие аппетита; <0.01% - диарея с примесью крови.
Со стороны ЦНС: > 10% - головная боль, головокружение; >1% и <10% - головокружение, сонливость; < 0.01% - судороги.
Со стороны организма в целом: >1% и <10% - астения, лихорадка.
Со стороны костно-мышечной системы: >1% и <10% - миалгия.
Со стороны сердечно-сосудистой системы: > 10% - аритмия.
Аллергические реакции: >1% и <10% - крапивница; <0.01% - генерализованные аллергические реакции, включая полисерозит.
Побочные реакции могут быть обусловлены как самим празиквантелом (I, прямая взаимосвязь), так и возникнуть в результате эндогенной реакции на гибель паразитов (II, непрямая взаимосвязь), а также являться симптомами инфекции (III, нет взаимосвязи). Весьма сложно провести дифференциальный диагноз между I, II и III вариантами и установить точную причину развития побочных реакций.

### Показания к применению
Шистосомоз — вызывается кровяными сосальщиками, которые поражают кишечник и мочеполовую систему.
Трематодозы
Цестодоз
нейроцистицеркоз и цистицеркоз